# Macintosh 512K
Le Macintosh 512K était le deuxième modèle de Macintosh d'Apple après le Macintosh original. Il était similaire au précédent, mais différait par une mémoire quadruplée (qui passe de 128 Kio à 512 Kio). Cette énorme quantité de mémoire, pour l'époque, lui a valu le surnom de Fat Mac. Cette avancée était si significative que des possesseurs du premier Macintosh ont modifié celui-ci pour pouvoir y mettre 512 Kio, voire 4 Mio de mémoire vive.
Il était livré avec les applications MacWrite et MacPaint, mais peu après apparurent d'autres applications telles que MacDraw, MacProject et Macintosh Pascal.
Lancé en septembre 1984, le Macintosh 512K fut remplacé par le Macintosh Plus en janvier 1986 et par le Macintosh 512Ke en avril 1986 (le 512Ke était en fait une version sans port SCSI du Macintosh Plus).